# حور سماتاوي
حور سماتاوي أو باليونانية هرسومتوس هو إله مصري قديم، يُترجم اسمه إلى "حورس موحد الأرضين" في إشارة إلى توحيد مصر العليا ومصر السفلى. على عكس الإله سماتاوي الذي ظهر منذ الدولة الوسطى، فإن حور سماتاوي لم يظهر إلا في الدولة الحديثة كأحد الأشكال الثانوية للإله حورس.

## التصويرات
تشهد المناظر المرسومة على تنوع تمثيلاته منذ العصر المتأخر. حيث يظهر جالسًا على العرش كإله، أو في هيئة طفل عارٍ في حقول البردي، أما في صورته الحيوانية فقد تم تصويره كصقر أو أسد أو ثعبان أو حتى أبو الهول.

## الروابط الأسطورية
ظهر هرسومتوس في أدوار عدة، منها دوره كالإله أوزيريس ملك الأموات، أو كالإله شو الذي يمثل الهواء، وكان الملك يمثل هرسومتوس كصورة حية له. بالإضافة إلى ذلك، كان يُعبد كإله محلي في المقاطعة السادسة في مصر العليا.
كإله حامي، كان هرسومتوس يُعادل الإله رع في دوره كحامي ابنه أوزيريس. في معبد إدفو، كان يقدم للإلهة حتحور كحلًا للعيون من اللونين الأخضر والأسود.

## قراءة موسعة
- كريستيان ليتز وآخرون: معجم الآلهة والألقاب الإلهية المصرية. (LGG)، المجلد 5: Ḥ - ḫ (= Orientalia Lovaniensia analecta. المجلد 114). بيترز، لوفين 2002، ISBN 90-429-1150-6، ص. 287–288.

## صور

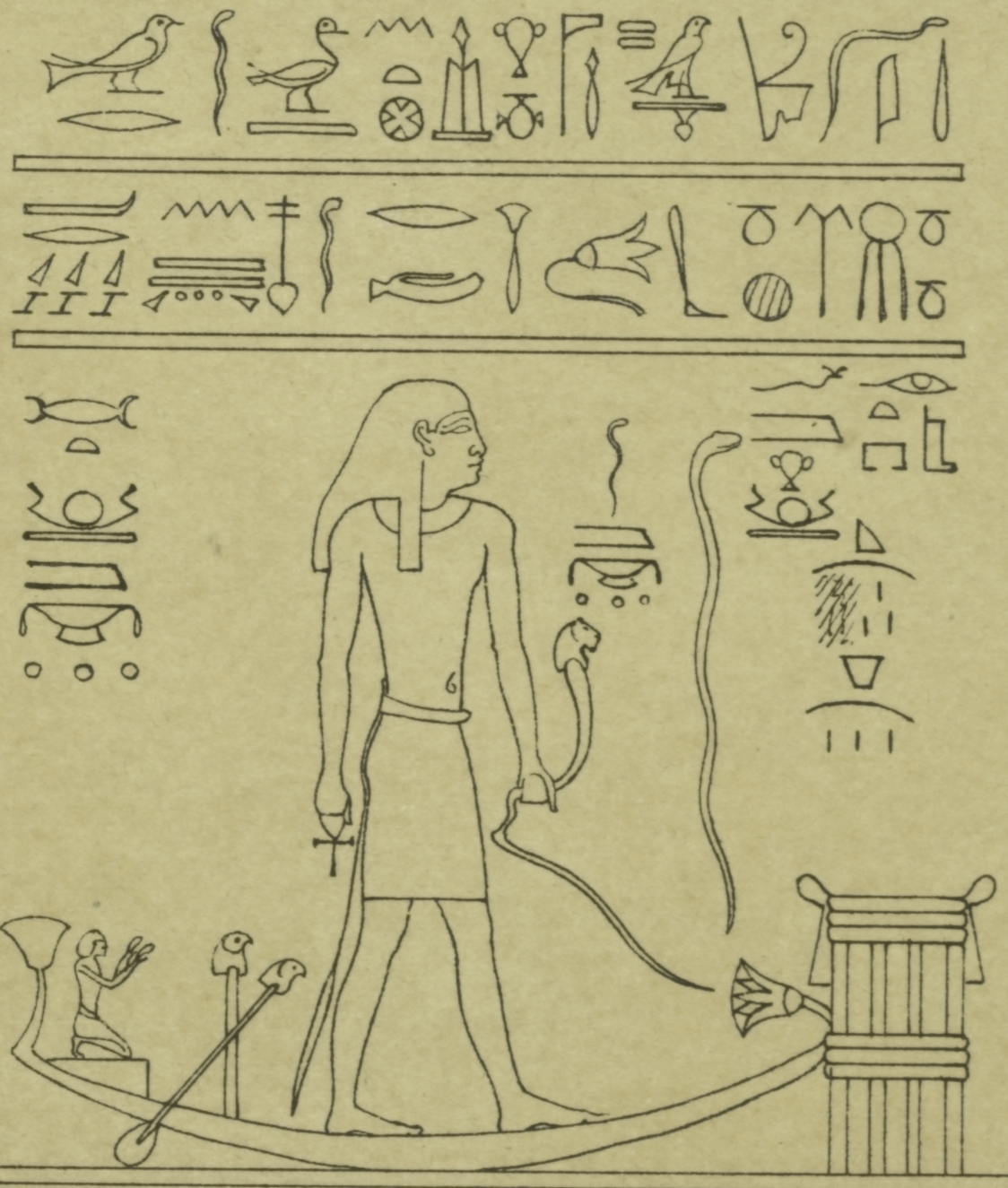
هرسومتوس في شكل ثعبان
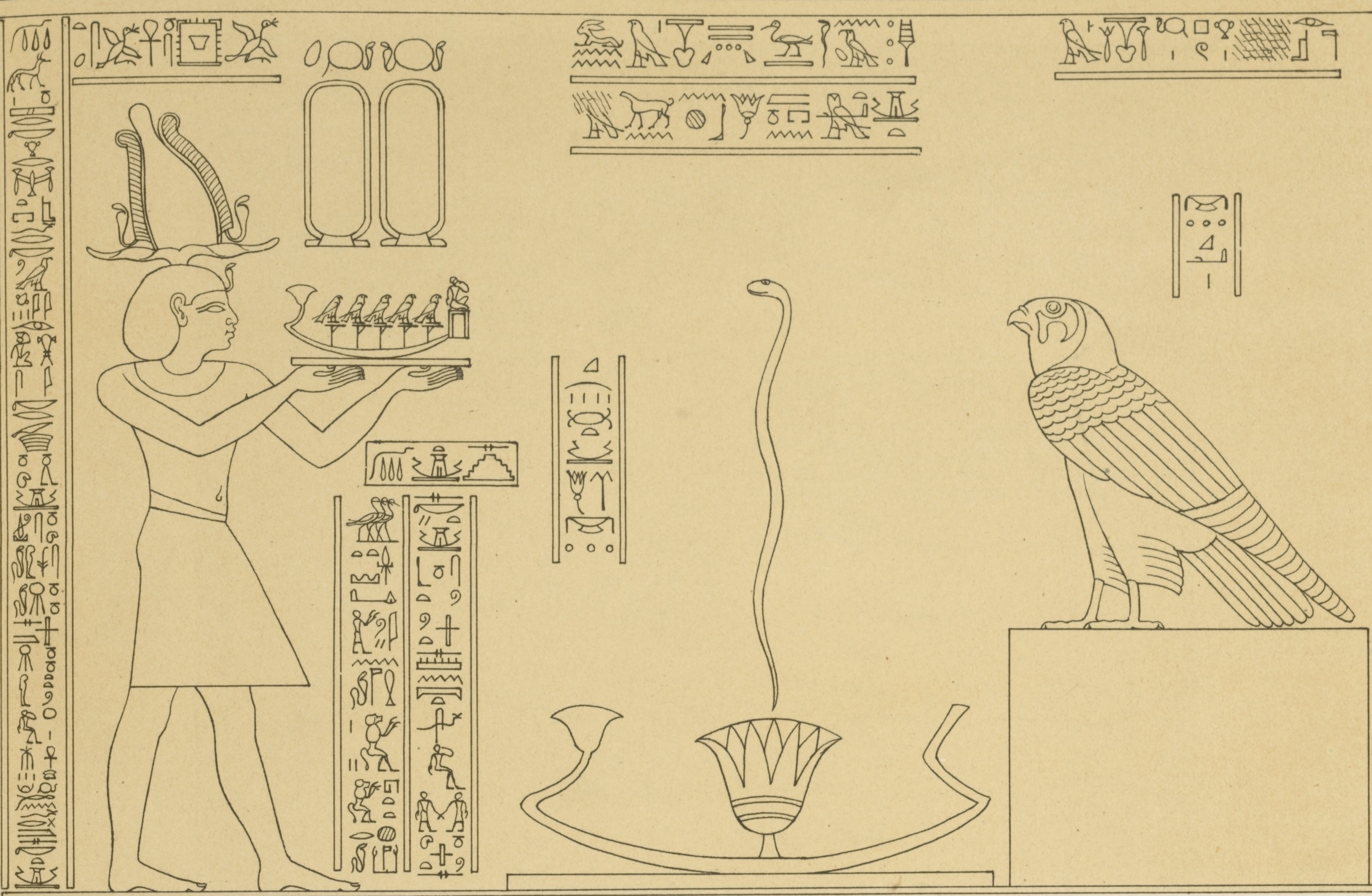
هرسومتوس يخرج من زهرة لوتس على متن قارب
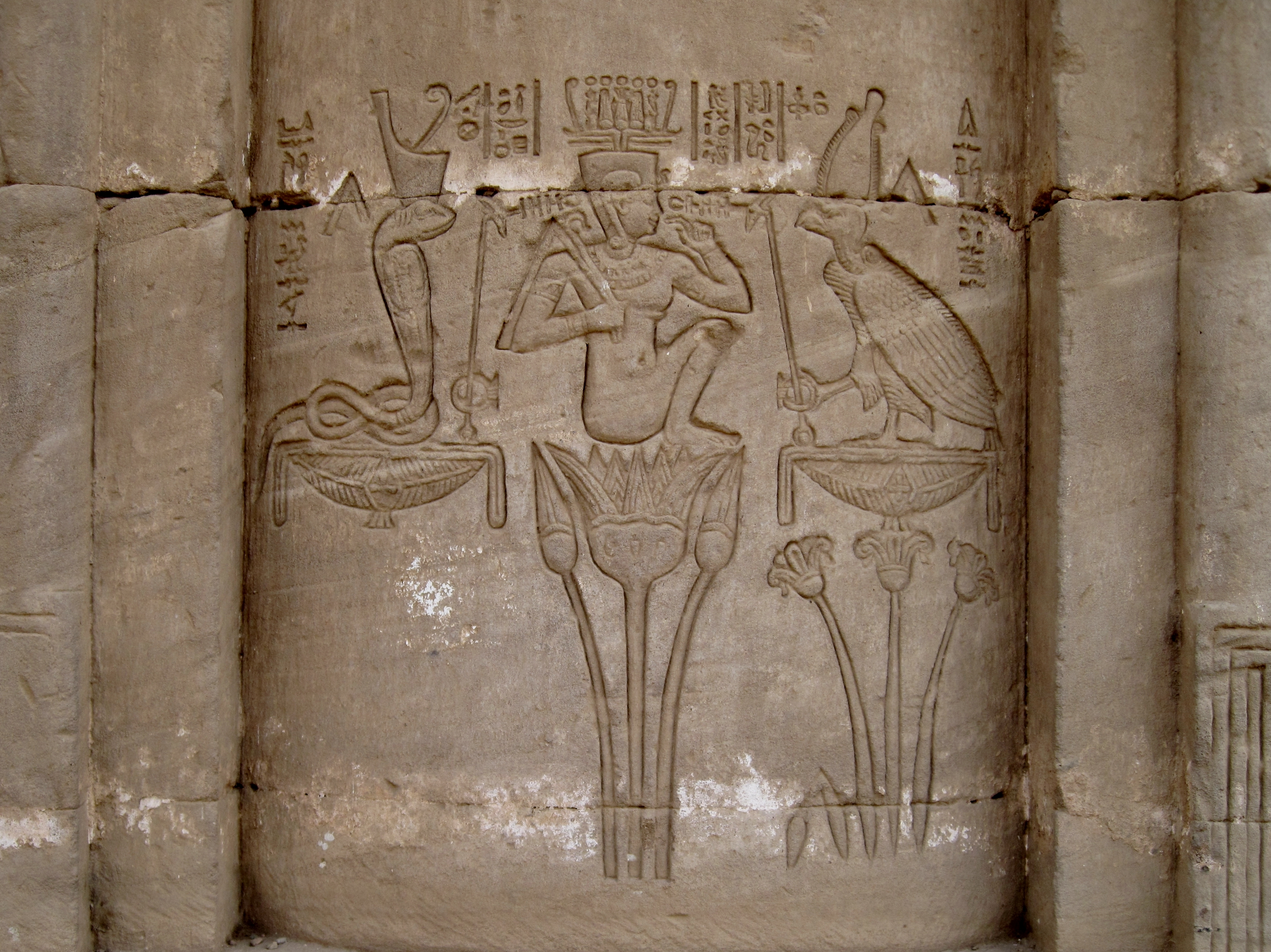
هرسومتوس على هيئة الطفل الذي يخرج من زهرة لوتس